# Michael Latzer
Michael Latzer ist ein österreichischer Kommunikationswissenschaftler.
Latzer erwarb 1984 einen Mag. rer. soc. oec (MSc) in Wirtschaftsinformatik und 1990 einen Dr.phil in Politikwissenschaften an der Universität Wien, wo er 1997 in Medienökonomie und -politik (Kommunikationswissenschaft) habilitierte. Von 1998 bis 2004 war er stellvertretender Direktor der Forschungsstelle für Institutionellen Wandel und Europäische Integration (IWE) der Österreichischen Akademie der Wissenschaften. 2004 bis 2008 war er Senior Researcher am Institut für Technikfolgenabschätzung derselben Akademie.
Seit 2008 ist Michael Latzer Professor für Kommunikationswissenschaft und Abteilungsleiter für «Medienwandel und Innovation» am Institut für Publizistikwissenschaft und Medienforschung der Universität Zürich (IPMZ). Zu seinen Forschungsschwerpunkten zählen unter anderem: Internetökonomie, Algorithm Studies, Innovationsforschung, Medienkonvergenz, Media Governance, Telekommunikation und Technology Assessment.
Latzer hat an renommierten Institutionen in Österreich, USA, Japan und Frankreich geforscht und gelehrt. In der Schweiz führt er u. a. regelmäßig repräsentative Befragungen zu Auswirkungen und Nutzung des Internets im internationalen Vergleich durch.